# São Mateus do Sul (ort)
São Mateus do Sul är en ort i Brasilien.   Den ligger i kommunen São Mateus do Sul och delstaten Paraná, i den södra delen av landet, 1 200 km söder om huvudstaden Brasília. São Mateus do Sul ligger 792 meter över havet och antalet invånare är 24 904.
Terrängen runt São Mateus do Sul är platt, och sluttar söderut. Det finns inga andra samhällen i närheten.
I omgivningarna runt São Mateus do Sul växer huvudsakligen savannskog. Runt São Mateus do Sul är det ganska glesbefolkat, med 38 invånare per kvadratkilometer.